# Музей Поуэ
Музей Поуэ (англ. Poeh Museum) — музей, основанный в 1988 году в Похоаке-Пуэбло (en:Pojoaque Pueblo), посвящён искусству и культуре индейцев группы пуэбло, в особенности народа тева, проживающего на севере штата Нью-Мексико. На языке тева слово Poeh означает «путь». Здесь представлена история народов пуэбло, скульптуры Роксаны Суэнцел, настенная живопись Марселлуса Медины (en:Marcellus Medina).
Здание музея, «Центр Поуэ», сооружение которого завершено в 2003 году, выполнено в традиционном для архитектуры пуэбло стиле, с использованием традиционных местных технологий — из кирпича-сырца и местных пород древесины. Одно из помещений центра, Башня Поуэ — высочайшее здание из кирпича-сырца в штате Нью-Мексико — является в настоящее время мастерской скульптора-керамиста Роксаны Суэнцел.